# Катічев Євген Олексійович
Євген Олексійович Катічев (рос. Евгений Алексеевич Катичев; 3 вересня 1986, м. Челябінськ, СРСР) — російський хокеїст, захисник. Виступає за «Трактор» (Челябінськ) у Континентальній хокейній лізі. 
Вихованець хокейної школи «Трактор» (Челябінськ). Виступав за ХК МВД, «Кристал» (Електросталь), ХК «Дмитров», «Газовик» (Тюмень), «Мечел» (Челябінськ). 